# Святые места в иудаизме

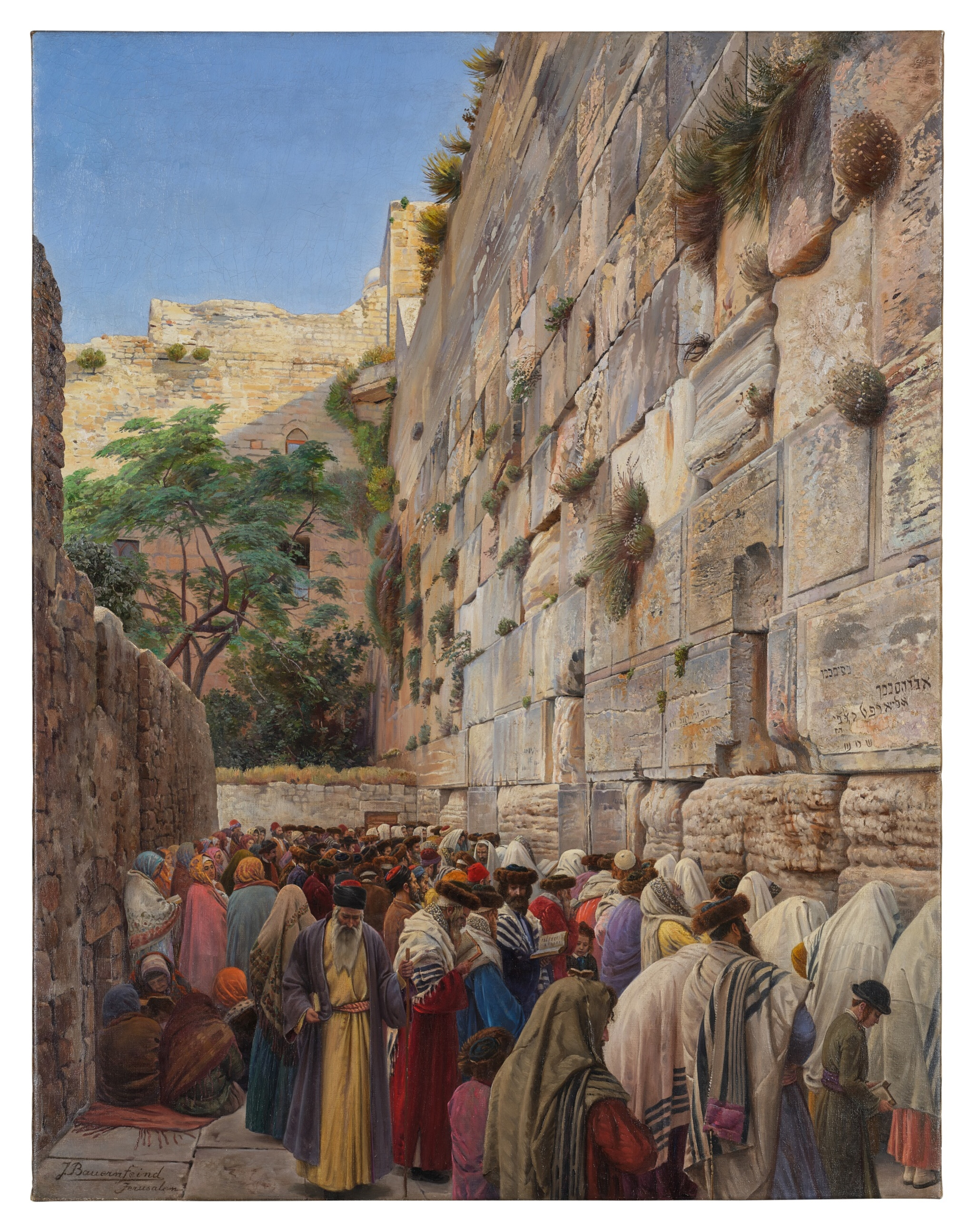
Западная стена, Густав Бауэрнфейнд

Еврейская религия считает святой всю Землю Израиля (Эрец-Исраэль) и прежде всего её столицу, Иерусалим. Главным святым местом иудаизма в Эрец-Исраэль современный иудаизм считает Храмовую гору. В настоящее время не представляется возможным установить место, где в Храме располагалась Святая святых, и потому большинством ортодоксальных раввинов запрещается подниматься на эту гору вообще. Через несколько веков (с V или X века) после разрушения Второго храма наиболее почитаемым святым местом в Эрец-Исраэль стала считаться Западная стена бывшего Храма (Стена плача). Особенно с начала XVI века она обладает для иудеев исключительным религиозно-ритуальным значением.

## Концепт
В еврейской традиции сам Бог определяется как святой, как сказано в Торе: «Ибо свят Я, Господь, Бог твой» (Лев. 19:1); пророк Исаия говорит: «Свят, свят, свят Господь Саваоф» (Ис. 6:3); и в литературе мудрецов Талмуда он назван «Святым, да будет Он благословен». «Святое» здесь означает что-то трансцендентное, далёкое и недостижимое.
Объекты святости в Библии весьма разнообразны, например: человек — «кого изберёт Господь, тот свят» (Чис. 16:7); время — «И благословил Бог седьмой день, и освятил его» (Быт. 2:3); объекты — «И будет жертвенник святыня великая» (Исх. 29:30); различные места. Общим аспектом всех вещей, которые именуются святыми, является подразумевающееся отделение их от естественного окружения — «Он положил предел горе и освятил её» — и их отчуждение ради Небес и духовности. Другими словами, святое всегда так или иначе связано с высшим Святым, Богом.
Тора подробно описывает строительство Скинии, ей утварь, одежды священников. Значимым является повеление: «И устроят Мне святилище, и буду обитать среди них» (Исх. 25:8). Этот стих поднимает сложный богословский вопрос относительно потребности Бога в «храме», чтобы Он мог вселить в него свою Шхину. Этот вопрос выражен в Мидраше: «Моисей услышал три слова из уст Всемогущего, и ужаснулся, и отступил. Когда Он сказал ему: „И построят Мне святилище“, Моисей сказал перед Благословенным: „Вот, небо и небеса небес не вмещают вас“ (3 Царств 8:27), а ты сказал: „И построят Мне святилище“». Строительство Скинии, а позднее и строительство Храма имели различные последствия для жизни иудеев, такие как запрет на вход в святые места, образ поведения в них, а также обширную систему способов «освящения» имущества и перехода права собственности на него от частного лица к священникам и наоборот.
Термин «святое место» (ивр. מקום קדוש‎) имеет зависящие от контекста значения. Например, могила умершего человека, которая по еврейскому закону считается нечистой, в глазах народа может считаться «святым местом».
Йорам Билу отметил, что «земля в Израиле покрыта… сотнями и тысячами мест, логика существования которых связана не с практическим использованием, а с тем, что они являются „местами памяти“… то есть местами, которые связаны с мифическим прошлым и трансцендентной реальностью и пронизаны символическими значениями духовности и святости. Плотность населения в Израиле имеет параллель в ландшафте, изобилующим мифически нагруженными и метаисторическими объектами. Кажется, что эта перегруженность священностью Израиля сформировала его историю и судьбу его жителей больше, чем любой другой фактор».
Вопрос святости места в Израиле рассматривается с нескольких точек зрения: теологической, галахической, юридической, исторической, политической, социологической, мистической, антропологической и фольклорной.
Религиовед Гарольд Тернер стремился проанализировать сущность святости места феноменологически и теологически, различал две основные модели: одна, domus dei — храм, место Божественного Присутствия; другой, domus ecclesiae — место поклонения, своего рода синагога, используемое для богослужений. Другие критерии классификации включают освященность места в силу его истории или на основании социального феномена массовых паломничеств к нему и т. д.
В Библии имеются различные выражения «святости», и в некоторых из них, вероятно, говорится о том, что произошедшее действие привело к освящению место. Так, в эпизоде о неопалимой купине: «Сними обувь твою с ног твоих, ибо место, на котором ты стоишь, есть земля святая» (Исх. 3:5). И есть персонажи, могила которых освящает место, где она находится.
Есть места, такие как Храмовая гора, место расположения Храма, святость которых вечна, а есть места, которые были освящены только «на час», а не на поколения. Самым ярким примером является гора Синай, освящённая в то время, когда на ней была дарована Тора, и еврейскому народу было указано избегать её: «Не может народ взойти на гору Синай, ибо Ты свидетельствовал нам, говоря: „проведи черту вокруг горы и освяти её“» (Исх. 19:23), но сразу после того, как дарование Торы было завершено, её святость прекратилась, и точное местонахождение этой горы было забыто.

## Функциональная и имманентная концепции
В израильском наследии можно выделить две основные концепции по вопросу, является ли святость функциональной или имманентной. Согласно одной точке зрения, святость места определяется поведением людей, которые в нём живут. Этот подход отражён уже в Мишне 17: «Земля Израиля святее всех земель… и в чем ее святость? Оттуда приносят омер, первые плоды и два хлеба». Из этого источника следует, что «святость» не присуща земле Эрец-Исраэль, а скорее является результатом соблюдения на этой земле определённых заповедей: «Чтобы они приносили с неё омер, первые плоды и два хлеба». Эту точку зрения подчёркивает ребе Меир Симха ХаКоэн из Двинска (Литва, XX век), автор «Ор Симха», который в своём комментарии к Торе «Мешех Хохма» говорит о разрушении Скрижалей Завета Моисеем: «И не думайте, что Храм и Скиния сами по себе являются святынями, упаси Бог. Бог, да будет Он благословен, находится среди Своих сыновей, которые будут служить Ему, и если они, подобно человеку, нарушат завет, вся святость будет удалена от них, и они, подобно глиняным сосудам, придут как преступники и осквернят его. И Тит вошёл во Святая Святых и совершил блуд, и не потерпел вреда, потому что святость его была лишена его. И более того, скрижали Божии с письменами, они тоже на самом деле не святы, только для вас, когда вы исполняете написанное на них… Ведь нет ничего святого в мире. Только Господь, да будет благословенно имя Его, свят… Ибо нет святости ни в одном сотворенном существе, кроме соблюдения Израилем Торы по воле Творца, да будет благословенно святое имя Его… Все святые места не имеют основания в религии, но скорее в том, что они были освящены для исполнения заповедей, и гора Синай является источником религии, поскольку Божественное Присутствие отступило от неё, и там разводили овец и крупный рогатый скот».
Другие верят, что определённые места обладают имманентной святостью, присущей им самим и не зависящей от каких-либо человеческих действий. С этой точки зрения, не заповеди, соблюдаемые в определённом месте, делают его святым, а, наоборот, святость места требует соблюдения там особых заповедей. Мицва не создает святость места, а скорее объявляет его «святым местом». Многие мудрецы Израиля поддерживали эту позицию, например, ребе Моше бен Нахман (Испания, XIII век), раввин Эстори Фархи (Прованс, Франция, XIV век), Хатам Софер (Венгрия, XVIII век) и ребе Авраам Ицхак Кук (Эрец Исраэль, XX век). Поскольку, согласно этой точке зрения, место не «освящено» самим человеком, святость места не обязательно прекращается, если человек его покидает.

## Источник святости
По источнику святости места можно различать три типа святости:
1. Иногда закон определяет конкретное место как святое, что требует особого поведения там, например: Земля Израиля, Иерусалим, Храмовая гора и Храм. Такова была гора Синай во время дарования Торы.
2. Галаха может утверждать, что место, где регулярно выполняется определенная заповедь, например, молитва или изучение Торы, является святым местом, но уникальность конкретного места, где члены общины выполняют заповедь, остается на их усмотрение. Так обстоит дело с синагогой и бейт-мидрашом, которые в галахических терминах определяются как малое святилище.
3. Иногда, в связи с событием, произошедшим в определённом месте, например, явлением Господнем, чудом, погребением важного человека и т. д., люди приписывают ему святость и берут на себя обязательство относиться к нему как к святому, хотя в принципе Галаха не обязывает их к этому. Здесь источник святости кроется прежде всего в отношении людей к этому месту, в обычаях, а не в законах. Святость мест третьего типа основана на легендах или народных верованиях[2].

Между двумя последними типами возникает парадокс: святое место второго типа определяется снизу, людьми, а его святость даруется ему свыше (благодаря Галахе); святость третьего типа определяется сверху (по крайней мере, в понимании верующих), а святость распространяется на него снизу, исходя из особого отношения к нему верующих.
В отношении первых двух типов установлены чёткие законы. Так, закон определил точные границы Храмовой горы и даже различает разные степени святости, как следует из Мишны (Келим 1, 6-9): «Существует десять уровней святости: (1) Земля Израиля святее всех остальных земель… (2) города, окруженные стеной, святее остальной земли Израиля… (3) пространства внутри Иерусалимской стены святее их… (4) Храмовая гора святее его… (5) Хейль святее ее…(6) Женский двор Храма святее его… (7) Двор евреев святее его… (8) двор коэнов святее его… (9) пространство между Уламом и жертвенником святее его… (10) Хейхал святее его… Святое Святых (Кодеш Кодашим) святее их всех». Мишна также определяет законы, применимые к святому месту в зависимости от степени его святости: «Земля Израиля святее всех земель. И в чем его святость? Из него приносят омер, первые плоды и два хлеба, которые не приносятся из всех земель… Святая святых святее их, потому что туда входит только первосвященник в Йом-Киппур во время службы».
То же самое относится и к святым местам второго типа, и в этом случае Галаха определяет, что считается синагогой и как ею следует управлять. Галаха также утверждает, что бейт-мидраш более свят, чем синагога, и поэтому допустимо превращать синагогу в бейт-мидраш, но не наоборот, согласно правилу: «Они возвышают священное и не унижают его». Святость синагоги в бейт-мидраша сохраняется и после того, как они были разрушены или перестали использоваться по назначению.
Напротив, источники галахического права не определяют святые места третьего типа и как следует себя в них вести. Святость этих мест определяет общественность в соответствии с обычаем, в силу веры и традиции, и поэтому их святость не всегда очевидна.
Приписывание месту святости в связи с произошедшим там особым событием — древнее явление. Уже в древнем Мидраше передается легенда, согласно которой умерший праведник не является нечистым, и поэтому пророк Илия прикоснулся к телу рабби Акивы. Ришоним писали о важности могил праведников, хотя и не считали их святыми местами. Так, ребе Ниссим бен Реувен (Испания, XIV век) пишет: «И не только при жизни, но и после смерти их могилы заслуживают того, чтобы их можно было найти там, по обе стороны, потому что их кости, которые уже были орудиями божественного изобилия, дарованного им, все еще сохраняют в себе добродетель и честь, которых было бы достаточно для такого дела. И по этой причине мудрецы сказали, что уместно простираться ниц на могилах праведников и молиться там, потому что молитва в том месте будет более желанной, так как там находятся тела, которым уже дарована божественная милость».
Некоторые определяли могилу праведника как святое место, например, ребе Хаим Палтиель из Мидбурга (Германия, XIV век) сказал: «И святое место [родовая могила] заставляет молитву быть услышанной». Махарил (Германия, XV век) говорит: «Кладбище — это место упокоения праведников, и как таковое оно является святым и чистым местом, и молитва лучше всего принимается на святой земле». Похожие слова принадлежат и некоторым более поздним поским, например, ребе Шломо Ганцфридом, XIX век, автором «Кицур Шулхан Арух».
Существовала народная традиция и широко распространённое убеждение, что захоронения праведников весьма священны и следует посещать их и молиться им. На протяжении поколений некоторые коэны устанавливали для себя галаху на основе мидрашного источника и не воздерживались от посещения могил праведников, но определение святости кладбищ не закреплено в мире галахи, и слова мидраша не следует понимать иначе, как легенду, притчу и наставление. Яркое выражение этого различия содержится в словах ребе Шломо Ганцфрида, который, определяя место захоронения праведника как святое место для исполнения обязанностей в канун Рош ха-Шана, решительно осуждает коэнов, которые посещают могилы праведников, нарушая закон, запрещающий им осквернять могилы умерших. Поэтому важным является различение галахического определения святого места и веры в то, что могила праведника или любое другое место, где произошло особое событие, является святым. Согласно еврейскому закону, могила нечиста и оскверняет человека, даже если в ней похоронен праведник мира. Вера, приписывающая могиле праведника особые достоинства и освящающая её, не делает её святой с галахической точки зрения, и коэнам запрещено приближаться к ней.
Другие поским в принципе выступают против общепринятой практики посещения могил праведников или других мест и молитв там, включая тех, кто признавал «святость» этого места, поскольку они опасаются серьёзного теологического заблуждения, укоренившегося среди масс. Однако они признали, что их попытки убедить народ были тщетны, «ибо все множество израильтян пребывало в великом и страшном изумлении».
Место считается святым, если верующие относятся к нему как к таковому, совершают к нему паломничества, регулярно посещают его и совершают там какие-либо ритуалы. Это контрастирует со святостью, основанной на Галахе, например, святостью Храмовой горы, которая существует независимо от отношения общественности к этому месту и независимо от того, насколько часто посещает ли её общественность.

## Нормы в святом месте
К святому месту применяются определённые нормы. Одним из наиболее ярких примеров является синагога, святость которой сравнивалась со святостью Храма, вплоть до того, что она именовалась «малым храмом». После разрушения Храма многие законы, которые действовали в Храме, были применены к синагоге. Так, запрещено откалывать камни от здания синагоги, как и камни от Храма, как сказано: «Не делай этого Господу Богу твоему», и как писал Маймонид: «Всякий, кто отколет хотя бы один камень, осквернив алтарь, или храм, или остальную часть святилища, виновен, как сказано об идолопоклонстве: „Ибо ты разрушишь жертвенники их“, и написано: „Не делай этого Господу Богу твоему“». Было установлено, что даже если синагога будет разрушена, к ней по-прежнему будут применяться определённые законы: «В разрушенной синагоге — внутри её не восхваляют, и веревок внутри не протягивают, и крепостей внутри не воздвигают, и плодов на крыше её не раскладывают, и не сокращают путь, как сказано: „И Я утвердил святилища твои“ — они святы, даже когда они в запустении». Синагога стала настолько священной в сознании людей, что на разговорном арамейском языке ее называли «Атра Кадиша» — святое место. Некоторые называли её кратко: «Место».

## Города
В еврейской традиции, восходящей к древним временам, единственным святым городом считается Иерусалим. К городам Эрец Исраэль Иерусалиму, Хеврону, Цфату и Тверии также применяется термин «священный (святой) город». Это были четыре главных центра еврейской жизни после османского завоевания 1516 года. Концепция священных городов появилась только в 1640-х годах, когда еврейские общины Иерусалима, Хеврона и Цфата создали объединение для улучшения системы сбора средств в диаспоре. Ранее такой сбор средств проводился отдельными учреждениями; с данного времени было решено, что эмиссары будут отправляться от имени каждой городской еврейской общины в целом, не более одного эмиссара на город. После того, как Тверия была перестроена в 1740 году, она также присоединилась к объединению. Однако эта договоренность просуществовала недолго, и к середине XIX века не оказалось власти, достаточно сильной, чтобы обеспечить централизованный сбор средств халукки.

## Захоронения
В иудаизме уже в период Первого храма предписывалось не делать святынями могилы предков, не считать благочестием паломничество к ним и молитву над ними. Однако особенно начиная с эпохи Средних веков, вероятно под влиянием христианства и ислама, сформировался обычай почитания в качестве святых мест также захоронений значимых иудейских деятелей, таких как патриархи и пророки, таннаи, амораи, мудрецы и праведники последующих веков. Наибольшее значение придается расположенной в Хевроне пещере Махпела, где, по преданию, захоронены праотцы Авраам, Исаак и Иаков и их жёны Сарра, Ревекка и Лия, а согласно некоторым преданиям — также сыновья Иакова, и даже Адам и Ева.
Поскольку контакт с мёртвыми считался осквернением живых, в библейские времена, как и в таннайский период, были некоторые, кто заботился о том, чтобы не стать нечистыми таким образом. Однако постепенное исчезновение законов чистоты и нечистоты позволило людям начать посещать могилы и просить помощи у умерших. Эта практика впервые описана Равой в Вавилоне, согласно которому лазутчики отправились в Хеврон, чтобы пасть ниц на могилах патриархов (ТБ. Сота 34b). Аналогичным образом, один из палестинских амораев III века верил в посещение кладбищ в постные дни, «чтобы мёртвые молили о пощаде для нас» (ТБ. Та‘ан. 16a). Как только эта практика широко распространилась в народных кругах, лидеры общин, видимо, последовали их примеру, также посещая могилы и моля мёртвых вознести их молитвы Господу.
Обычай более подробно описан в Плаче Иеремии Рабба (Бубер) Птихта 24. Согласно ему, пророк Иеремия был послан Богом, чтобы призвать патриархов, то есть посетить их могилы и попросить их плакать перед Ним. Проповедник в Плаче Иеремии Рабба изображает драматичную сцену, в которой патриархи «разрывали свои одежды, возлагали руки на головы и кричали и плакали у дверей Святого Храма». Напротив, проповедник в Берешит Рабба ранее Плача Иеремии Рабба, говорит не о патриархах, а о праматери Рахили: «„И умерла Рахиль и погребена на дороге в Ефрафу…“ Почему Иаков похоронил Рахиль на дороге в Ефрафу? Иаков предвидел, что изгнанники пройдут там [по пути в Вавилон]. Поэтому он похоронил её там, чтобы она искала милости для них: „Голос слышен в Раме… Рахиль плачет о детях своих…“».
Ещё одно упоминание о месте захоронения Рахили появляется в Песикта Раббати 3 и фокусируется на том, почему она не была похоронена вместе с патриархами: «Бог повелел похоронить Рахиль там, потому что было известно Ему и Он предвидел, что наступит время, когда Храм будет разрушен, а дети Иакова отправятся в изгнание. После чего они пойдут к патриархам, которых они будут умолять молиться за них, но патриархи не помогут детям Израиля. Затем, прежде чем отправиться в путь, они пойдут и обнимут гробницу Рахили, которая встанет и будет просить милости у Святого, да будет Он благословен, говоря Ему: Владыка Вселенной, услышь голос моего плача и помилуй детей моих…».
Этот мидраш относится к тому, что не было сказано в более раннем. В Берешит Рабба Рахиль просит у Господа милости, хотя её об этом не просили, тогда как в Песикта Раббати она делает это только после того, как её сыновья приходят и молят её заступиться за них. Кроме того, проповедник знал, что евреи ходили в пещеру Махпела в Хевроне, чтобы просить у патриархов милости, он, вероятно, видел это сам. Поэтому из талмудических источников следует, что практика обращения к умершим патриархам началась в аморайский период, скорее всего, развившись вокруг их мест захоронения в Хевроне и гробницы Рахили.
За пределы талмудической литературы впервые молитва у гробниц патриархов встречается в элегии рабби Элазара Хакалира. Она читается и по сей день на Девятое ава: «И когда Иеремия пошёл к местам захоронения патриархов и сказал: Милые кости, почему вы лежите ещё? Ваши дети изгнаны, а их дома разрушены. Что стало с заслугами предков в земле засухи»… Вероятно, в этот период, в VI или VII веках, евреи в Палестине молились у могил патриархов в Хевроне. Поэт был ведущим в молитве. Хотя обычай упоминается в раввинских источниках, сама молитва неизвестна, поэтому поэт, по-видимому, «реконструировал» слова, сказанные пророком. Поскольку она была составлена только для целей элегии, её нельзя считать подлинной. Вскоре после времен Хакалира была составлена молитва, которую следовало читать на могиле пророка Самуила, и в ней частично говорится: «Счастливы вы, верующие и сочувствующие, счастливы скромные и набожные… благодаря вашим заслугам Бог примет [молитву Своего народа Израиля], благодаря вашим заслугам Бог положит конец [нашему изгнанию]… наш господин Самуил-пророк… [будь дорога] моей душе в твоих глазах и душам твоих слуг, верующих в твое пророчество, которые приходят пасть ниц на твоей могиле, чтобы умолять великого и страшного Господа Бога твоего за выживший остаток».
Талмудическая литература сохраняет ряд ссылок на обычай посещения могил. Самое позднее, к IX веку, были написаны специальные молитвы для могил пророков Израиля. Вероятно, молитвы, предназначенные для чтения на могилах патриархов в Хевроне, уже существовали в то время. Молитва на могилах, обычай, запрещенный в Писании и осужденный в более поздние периоды, по-видимому, стала нормой более тысячи лет назад, даже если галахические авторитеты отказывались признавать это.
Традиция почитания в качестве святых мест большого числа других могил не прекращается, несмотря на историческую сомнительность или установленную недостоверность. Так, в 4 км к югу от Иерусалима по дороге в Бет-Лехем расположено большое надгробие, которое многие приписывают второй жене Иакова Рахили — вопреки отсутствию достаточных исторических оснований и следуя преданию. Могилой царя Давида многие, вероятно, ошибочно считают гробницу в помещении, которое сохранилось от церкви Благовещения, в XII веке построенной крестоносцами на склоне горы Сион. Эти и другие подобные объекты остаются местами массового паломничества религиозных евреев.
Большое число освящённых евреями захоронений расположено в Галилее, где, в особенности в Тверии, Цфате и окрестностях этих годов, в течение многих веков сохранялось значительное по численности еврейское население. Почитание этих могил в качестве святых мест в Земле Израиля вошло в обычай особенно с XVI века, на что повлиял Ицхак Лурия, один из основателей цфатской школы каббалы. Он и его ученики придавали важное мистическое значение обряду поклонения могилам праведников. Они обследовали и обнаружили в окрестностях Тверии могилы значительного числа таннаев, таких как рабби Акива, Меир, Иоханан бен Заккай, Элиэзер бен Гиркан, амораев — Амми, Асси и других иудейских праведников.
Примерно с того же времени начинается массовое паломничество, особенно на праздник Лаг ба-Омер, к местам, где захоронены рабби Шимон бар Иохай и его сына Элазар в Мероне. Там же, согласно преданию, находятся захоронения таких танеаев, как Хиллель, Шаммай, Ицхак Наппаха и др. Большой популярностью у паломников и молящихся пользуется расположенная в окрестностях Тверии могила Меира Баал ха-Неса. В Тверии верующие почитают могилы Маймонида и других известных законоучителей и духовных вождей, живших в Земле Израиля в последующие века. На старом кладбище в городе Цфате известны могилы таких учёных, как Иосеф Каро, Ицхак Лурия, Шломо Алкабец и др. В Явне почитают могилу Гамлиэля ха-Закена.
Большое количество древних захоронений, в том числе периода Второго храма и Мишны, найдено в Бейт-Шеариме, Кирьят-Тивоне, на старых кладбищах, расположенных на Масличной горе в Иерусалиме, однако идентифицировать большую их часть весьма затруднительно. В целом на территории Израиля религиозные евреи в качестве святых мест в Эрец-Исраэль почитают несколько сотен могил.

## Охрана
Историческая реальность Израиля, а также стремление избежать религиозных трений между различными общинами, побудили Подмандатный законодательный орган принять Королевский указ в Совете (О святых местах) 1924 года, фактически устанавливающий «статус-кво» в отношении святых мест в Израиле и делающий этот вопрос неразрешимым.
Вскоре после создания Государства Израиль при Министерстве по делам религий было организовано специальное управление для охраны святых мест в Эрец-Исраэль и обеспечения свободного доступа к ним. Управление ведает также местами, которые считаются святыми в христианстве, исламе и других существующих в Израиле конфессиях.
Закон о защите святых мест 1967 года не определяет, что такое святое место. Для этого необходимо использовать внешние источники.
В Положениях о защите еврейских святых мест 1981 года, принятых Министром по делам религий в силу его полномочий в соответствии с Законом о защите святых мест 1967 год, по состоянию на 2003—2004 годы только шестнадцать объектов определены как святые места, наиболее известными из которых являются Западная стена и пещера Шимона Праведного в Иерусалиме, могила Маймонида в Тверии и могила рабби Шимона бен Йохая в Мероне.